# 斐波那契回调

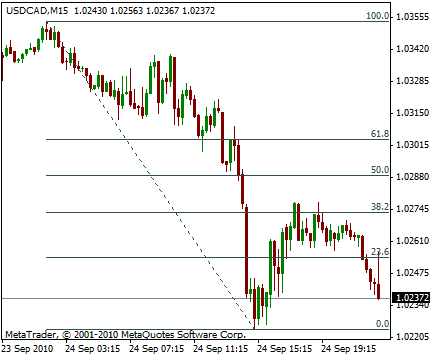
美元对加拿大元的斐波那契水平：从图表可见汇价的反弹在早前跌幅的38.2%回调位受阻。

斐波那契回调是一种技术分析方法，用于判断支持和阻力位，得名于斐波那契数列。斐波那契回调所根据的理论是，当价格向一个方向变动，其向相反方向的回调会在可预测的水平受阻，然后价格将会恢复原本的方向运行。
斐波那契回调的计算方法是，把上升或下降趋势的高位和低位之间的垂直距离，除以若干斐波那契比例，得出的数值是可能的支持或阻力位。0%是回调的开始，100%回调则表示价格完全收复早前的涨幅或跌幅。

## 斐波那契比例
斐波那契比例从斐波那契数列得出，一般采用0%、23.6%、38.2%、50%、61.8%和100%。
{\displaystyle F_{100\%}=\left({\frac {1+{\sqrt {5}}}{2}}\right)^{0}=1\,}
0.618的比例是由斐波那契数列中的任何一个数除以其之后的第1个数得出，例如8除以13和55除以89都约为0.618。
{\displaystyle F_{61.8\%}=\left({\frac {1+{\sqrt {5}}}{2}}\right)^{-1}\approx 0.618034\,}
0.382的比例是由斐波那契数列中的任何一个数除以其之后的第2个数得出。
{\displaystyle F_{38.2\%}=\left({\frac {1+{\sqrt {5}}}{2}}\right)^{-2}\approx 0.381966\,}
0.236的比例是由斐波那契数列中的任何一个数除以其之后的第3个数得出。
{\displaystyle F_{23.6\%}=\left({\frac {1+{\sqrt {5}}}{2}}\right)^{-3}\approx 0.236068\,}
0%的比例则为：
{\displaystyle F_{0\%}=\left({\frac {1+{\sqrt {5}}}{2}}\right)^{-\infty }=0\,}

### 其他比例
1减去0.236得出0.764的比例。
{\displaystyle F_{76.4\%}=1-\left({\frac {1+{\sqrt {5}}}{2}}\right)^{-3}\approx 0.763932\,}
0.786的计算方法：
{\displaystyle F_{78.6\%}=\left({\frac {1+{\sqrt {5}}}{2}}\right)^{-{\frac {1}{2}}}\approx 0.786151\,}
0.500的比例由1（斐波那契数列的第3个数）除以2（斐波那契数列的第4个数）得出。
{\displaystyle F_{50\%}={\frac {1}{2}}=0.500000\,}

## 延伸阅读
- Stevens, Leigh. . New York: Wiley. 2002. ISBN 047115279X. OCLC 48532501.
- Brown, Constance M. . New York: Bloomberg Press. 2008. ISBN 1576602613.
- Posamentier, Alfred S.; Lehmann, Ingmar. . Amherst, NY: Prometheus Books. 2007. ISBN 1591024757.